# Wakuf
Wakuf – nieruchomość przekazana w drodze darowizny lub rozrządzenia testamentowego na rzecz Muzułmańskiego Związku Religijnego na cele religijne, oświatowe lub dobroczynne. Przyjęty wakuf staje się częścią majątku fundacji powołanej dla realizacji celów określonych przez darczyńcę lub testatora. Nieruchomość, której nadano cechy wakufu staje się rzeczą wyłączoną spoza obrotu - nie podlega zasiedzeniu, zbyciu, ani egzekucji, o czym czyni się wzmiankę w księdze wieczystej.